# Dolichorrhiza caucasica
Dolichorrhiza caucasica là một loài thực vật có hoa trong họ Cúc. Loài này được (M.Bieb.) Galushko mô tả khoa học đầu tiên năm 1970.